# Il mago dei numeri
Il mago dei numeri (Der Zahlenteufel. Ein Kopfkissenbuch für alle, die Angst vor der Mathematik haben, letteralmente Il diavolo dei numeri. Un libro cuscino per tutti quelli che hanno paura della matematica) è un libro per bambini ed adolescenti di Hans Magnus Enzensberger, che racconta in modo divertente alcuni argomenti della matematica.
Questo libro è stato un best seller in Europa.

## Trama
Il libro racconta la storia di un ragazzino di undici anni di nome Roberto, tormentato da terribili incubi e che ritiene la matematica odiosa, inutile ed incomprensibile, soprattutto a causa del suo insegnante scolastico, il professor Mandibola, un individuo enorme e incapace di insegnare che non fa altro che mangiare ciambelle (anche in classe) e assegnare problemi stupidi ed inutili. Una notte, in sogno, Roberto incontra un anziano signore piccolo, rosso ed irascibile, che dichiara di essere il Mago dei Numeri. Inizialmente scettico, Roberto continua a sognare il Mago per dodici delle notti successive, ed esso gli fa scoprire in modo divertente le meraviglie della matematica. Il Mago richiama la necessità della precisione, ma sottolinea anche che i numeri non sono poi così difficili e possono essere anche divertenti: «Eh sì, i numeri sono creature davvero fantastiche. Sai, in fondo di banali non ce ne sono. Ciascuno ha un suo profilo, i suoi segreti. Non si riesce mai a scoprire tutti i loro trucchetti». Roberto ed il Mago affrontano insieme molti argomenti di studio della matematica: l'importanza dello zero e dell'uno, le potenze, le divisioni, le frazioni, i numeri primi, i numeri triangolari, i conigli di Leonardo Fibonacci (che diventano lepri), il triangolo di Tartaglia con le sue particolarità nascoste, i fattoriali, il calcolo combinatorio e l'importanza e la necessità di dimostrare ciò che si afferma. Durante le "lezioni" del mago, i termini tecnici della matematica realmente esistenti vengono rimpiazzati da denominazioni di fantasia: i numeri primi vengono ribattezzati "numeri prìncipi", l'elevamento a potenza viene chiamato "saltello", la radice quadrata viene soprannominata "rapa" ed il fattoriale viene detto "bum!". Alla fine Roberto, sempre in sogno, viene portato ad una cerimonia nel Paradiso dei Numeri, da cui il Mago proviene, in cui viene ammesso al primo livello degli Apprendisti dei Numeri (e solo in tale occasione scopre che il Mago si chiama Teplotaxl, dal momento che solo gli iniziati possono sapere il nome di un Mago dei Numeri) e gli viene conferita, come onorificenza, una collana con una stella, che si ritroverà al collo nella realtà (anche se molto più piccola) una volta svegliatosi. Nei giorni successivi, a scuola, il professor Mandibola propone un esercizio lungo e noioso, e Roberto, grazie a ciò che ha imparato con il Mago, è l'unico a riuscire a risolverlo, impressionando tutta la classe.

## Edizioni
- Hans Magnus Enzensberger, Il mago dei numeri, traduzione di Enrico Ganni, Giulio Einaudi Editore, 1997,  pp. 259, cap. 12, ISBN 88-06-14651-3.